# Maria Bandobranski
Maria Birgitta Bandobranski, under en tid Hansson Bandobranski, född Hansson den 24 september 1947 på Lidingö, är en svensk skådespelare.

## Biografi
Maria Bandobranski är dotter till dramatenskådespelerskan Birgitta Valberg och hennes make, kanslichef Hans Hansson.
Bandobranski har bland annat varit verksam vid Teater 9, Riksteatern och Dramaten. Hon har vidare medverkat i ett flertal uppsättningar med Radioteatern, dubbat barnprogram och läst in talböcker.
Maria Bandobranski är sedan 1976 gift med Slavko Bandobranski (född 1946).

## Filmografi
- 1979 - En handelsresandes död (TV-film)
- 1982-1983 - Alberts underliga resa (TV-serie)[3]
- 1989 - Alla älskade Alice (TV-film)
- 1989 - Hassel – Säkra papper (TV-film)
- 1992 - Rederiet (TV-serie)
- 1995 - Alfred (film)
- 1995 - Min son, min son (TV)
- 1996 - Anna Holt - polis (TV-serie)
- 2001 - Återkomsten (TV, miniserie)
- 2008 - Livet i Fagervik (TV-serie)
- 2010 - Beck – Levande begravd (film)

## Teater

### Roller (ej komplett)
| År   | Roll         | Produktion                                | Regi                | Teater                 |
| ---- | ------------ | ----------------------------------------- | ------------------- | ---------------------- |
| 1979 | Mia Lagesson | Söndagsgäster Björn Runeborg              | Stig Ossian Ericson | Stockholms stadsteater |
| 1979 | Helena       | En midsommarnattsdröm William Shakespeare | Göran O. Eriksson   | Stockholms stadsteater |
| 1991 |              | Höst och vinter                           |                     | Riksteatern            |
| 1991 |              | Ritter, dene, voss                        |                     | Teater 9               |
| 1994 |              | Svanevit                                  |                     | Dramaten               |
| 1994 |              | Anna Petrovna                             |                     | Dramaten               |
| 2004 |              | Bettysagorna                              |                     | Moment:Teater          |